# Xinrong
Xinrong (chinesisch 新荣区, Pinyin Xīnróng Qū) ist ein chinesischer Stadtbezirk im Verwaltungsgebiet der bezirksfreien Stadt Datong im Norden der Provinz Shanxi. Er hat eine Fläche von 1.104 km² und zählt 88.664 Einwohner (Stand: Zensus 2020).